# Доллі де Леон
Доллі Ерншоу де Леон — філіппінська актриса кіно, телебачення та театру. Вона найвідоміша своїми ролями у фільмах «Вирок», «Історія Ха» та «Трикутник смутку», який отримав « Золоту пальмову гілку».

## Раннє життя та кар'єра
Доллі де Леон народилася та виросла в Манілі в сім'ї батьків, які походили з Ілокосу та Вісайських островів. Вона відвідувала Філіппінський університет Діліман, де її наставником був покійний національний артист театру Тоні Мабеса, і здобула ступінь бакалавра театральних мистецтв у 1995 році. Потім вона почала зніматися в мильних операх, перш ніж перейти в кіно, продовжуючи займатися театром і милом. Її перша робота на великому екрані була у фільмі «Shake, Rattle, and Roll III» у 1991 році. В інтерв'ю Variety де Леон назвала театр своїм «першим коханням».
За десятиліття де Леон зіграла багато ролей, переважно епізодичних, на Філіппінах. Де Леон також працював із відомими філіппінськими режисерами, зокрема Лавом Діасом, Еріком Матті та Антуанеттою Жадаоне.
У 2018 році вона пройшла прослуховування без агента та отримала роль у міжнародному фільмі «Трикутник смутку» сценарію та режисера Рубена Естлунда, який показали на Каннському кінофестивалі 2022 року, де він отримав «Золоту пальмову гілку». Її роль у цьому фільмі, яку Variety описав як «крадіжку сцени», багато хто вважає її проривною роллю на місцевому та міжнародному рівнях. Згодом вона підписала контракт із Fusion Entertainment для управління всіма сферами, а також із Герш.

## Вибрана фільмографія

### Фільми
- Hintayan ng Langit (2018) як мер Сьюзан
- Вердикт (2019) як Ельза
- Historya ni Ha (2021) як Dahlia
- Трикутник смутку (2022) як Ебігейл

### Телебачення
- Фольклор: Сім днів пекла (2021) як Лурдес
- Wish Ko Lang, Sukob (2022)

## Нагороди та номінації
| рік      | Нагорода                    | Категорія                      | Номінована робота | Результат | Ref   |
| -------- | --------------------------- | ------------------------------ | ----------------- | --------- | ----- |
| 2017 рік | Philstage Gawad Buhay       | Видатне виконання в ансамблі   | Племена           | Перемога  | [ 7 ] |
| 2020 рік | Нагороди FAMAS              | Найкраща актриса другого плану | Вердикт           | Перемога  | [ 8 ] |
| 2020 рік | Luna Awards                 | Найкраща актриса другого плану | Вердикт           | Номінація | [ 8 ] |
| 2022 рік | Gawad Urian Awards          | Найкраща актриса другого плану | Історія Ха        | Номінація | [ 8 ] |
| 2022 рік | Міддлбурзький кінофестиваль | Нагорода за прорив             | Трикутник смутку  | Awarded   | [ 9 ] |